# Protestation und Schutzschrift

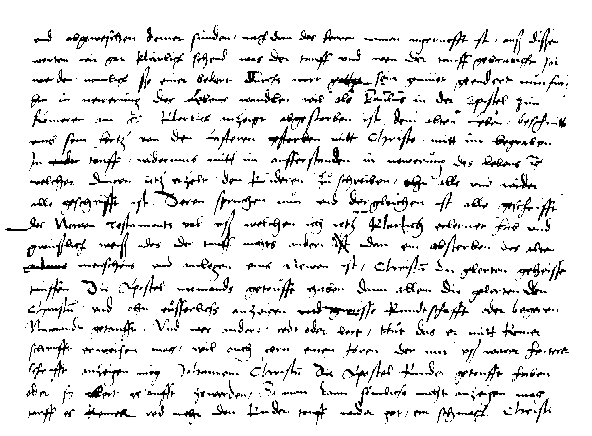
Faksimile der von Manz verfassten Schutzschrift (1524/25) an den Rat der Stadt Zürich (Ausschnitt)

Die Protestation und Schutzschrift ist ein sogenanntes prototäuferisches Verteidigungsschreiben an den Rat der Stadt Zürich. Es handelt sich dabei um eines der frühesten Dokumente der Täuferbewegung. Die Protestation wurde Ende 1524 oder Anfang 1525 verfasst. Als Autor gilt heute der Mitbegründer der Täuferbewegung Felix Manz.
Das handschriftliche Original der Protestation und Schutzschrift befindet sich im Zürcher Staatsarchiv. Veröffentlicht wurde die Schrift unter anderem in den Quellen zur Geschichte der Täufer in der Schweiz. Heinold Fast besorgte eine Übertragung der Handschrift in die moderne deutsche Sprache.

## Verfasserschaft und Name

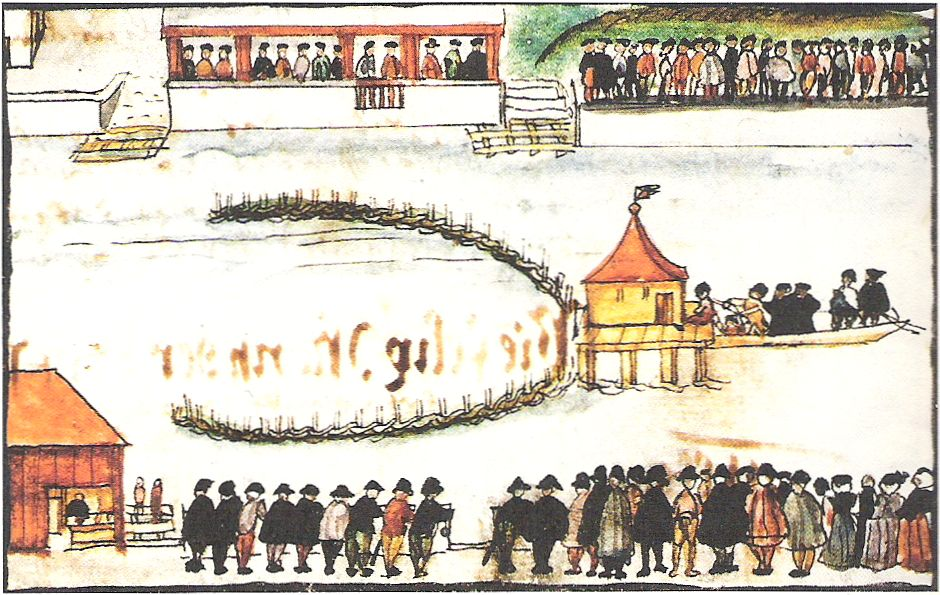
Felix Manz, Verfasser der Protestation und Schutzschrift, wird in der Limmat ertränkt. (Darstellung aus dem 17. Jahrhundert)

Zunächst galt Konrad Grebel als Verfasser der Protestation und Schutzschrift. Begründung war die Tatsache, dass auf der Rückseite des Originals sich die von fremder Hand eingefügte Bemerkung Con. Greb. de Anabaptismo befindet. Walter Schmid stellte jedoch in seiner Untersuchung der Verfasserschaft fest, dass nicht Grebel (auch nicht Jörg Blaurock), sondern nur Felix Manz als Autor in Frage kommen kann.
In neuerer Zeit stellte Calvin A. Pater die Hypothese auf, die Protestation sei zu einem beträchtlichen Teil die von Manz angefertigte Kopie einer nicht mehr auffindbaren Taufschrift Karlstadts. Nur der Eingangs- und Schlussteil dieser Schrift sei von Manz eigenständig verfasst worden. Andrea Strübind erkennt ebenfalls starke Parallelen zwischen der Karlstadtschen und Manzschen Taufauffassung, hält aber an Manz als dem eigentlichen Autor der Protestation fest: „Gegen die Annahme Paters, dass Mantz den Tauftraktat Karlstadts als textliche Basis für die Konzeption seiner Schutzschrift verwandte, spricht vor allem die akribische Orientierung an der Beweisführung Zwinglis“.
Die „Protestation“ war im 16. Jahrhundert ein herkömmliches Rechtsinstrument des Reichsrechts, mit der eine Minderheit ihre Anliegen vorbringen und zu Protokoll geben konnte. Die heute allgemein gültige Bezeichnung der Manzschen Schrift als Protestation und Schutzschrift geht zurück auf Emil Egli, der ihr diesen Namen gab. Mit diesem Titel sollte sowohl dem Bekenntnischarakter als auch den Verteidigungsabsichten des Autors Rechnung getragen werden.

## Adressat
Die Protestation ist an den Rat der Stadt Zürich adressiert. Dessen Mitglieder werden als Brüder bezeichnet. Sowohl in den prototäuferischen als auch in den späteren Täuferschriften wird der Titel Bruder nur auf solche Personen angewandt, die im Wesentlichen mit den täuferischen Grundauffassungen übereinstimmten. Das lässt darauf schließen, dass Felix Manz zwischen sich und dem Rat noch keinen unüberwindbaren Graben sieht. Für Manz sind die Männer des Rates offensichtlich (noch) Mitchristen, die die im Schreiben angesprochenen Punkte geistlich beurteilen können.

## Abfassungszeit
Die genaue Datierung der Protestation und Schutzschrift bereitet Probleme, da sie ohne Datumsangabe geblieben ist. Allerdings lässt sich aus dem Inhalt ein ungefährer Zeitraum bestimmen, in dem dieses Schreiben verfasst und dem Adressaten zugestellt worden ist. Nach Gottfried Locher fanden die informellen Dienstagsgespräche zwischen Manz und Zwingli in der ersten Hälfte des Dezember 1524 statt. Aus der Protestation ergibt sich, dass ihre Abfassung nach dem Scheitern dieser Gespräche und vor dem 17. Januar 1525, dem Tag der ersten Zürcher Taufdisputation, erfolgt sein muss.

## Hintergrund

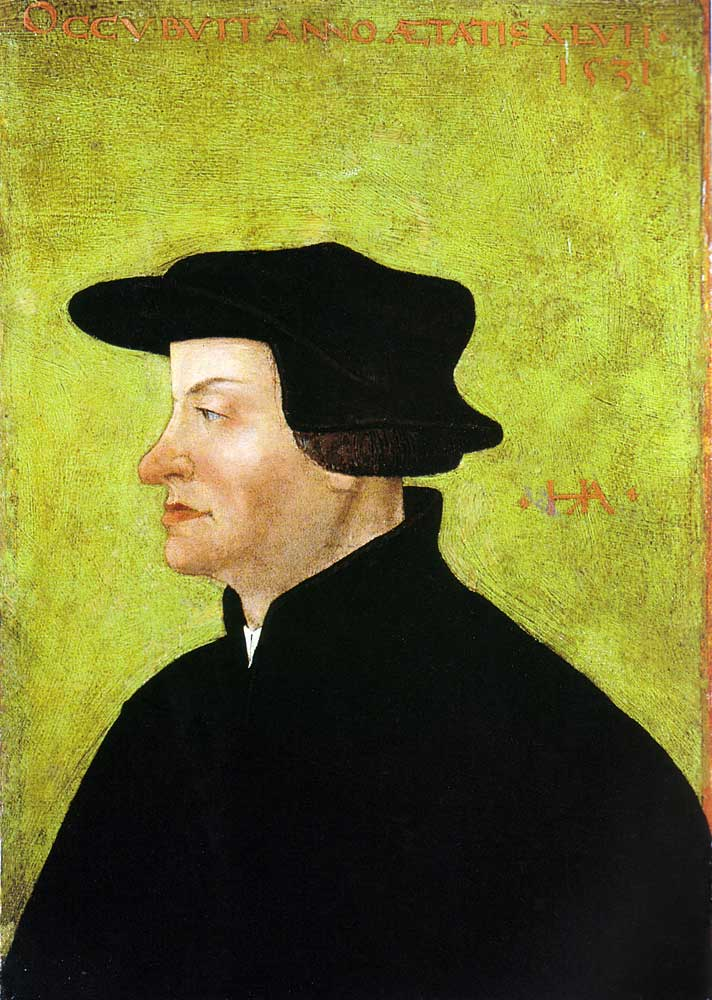
Huldreich Zwingli

Der Protestation und Schutzschrift vorausgegangen war die Trennung des Kreises um Grebel, Manz, Castelberger und anderen vom Zürcher Reformator Huldrych Zwingli. Dieser hatte aufgrund privater Unterredungen mit den späteren Täufern, den sogenannten Dienstaggesprächen, sich mit einer Schrift an den Rat der Stadt Zürich gewandt und ein Eingreifen gefordert. Felix Manz muss von dieser Eingabe erfahren haben und legte daraufhin in der Protestation seine Sicht der Dinge dar. Gleichzeitig forderte er eine schriftliche Disputation über den aufgebrochenen Dissens innerhalb der Zürcher Reformationsbewegung. Grundlage sollte dabei allein die Bibel sein. Der Rat der Stadt Zürich reagierte auf dieses Schreiben nur indirekt und setzte für den 17. Januar 1525 eine öffentliche Diskussion an, die in der Forschung die Erste Zürcher Taufdisputation genannt wird. In dieser Disputation legten die späteren Täuferführer Manz, Grebel und Wilhelm Reublin zum ersten Mal ihre täuferischen Ansichten öffentlich dar. Sie verwarfen die Kindertaufe und forderten die ausschließliche Praxis der Gläubigentaufe. Dabei beriefen sie sich auf die Taufanweisungen Jesu und die Taufpraxis der Apostel. Der Zürcher Rat stellte sich nach der Disputation auf die Seite Zwinglis und ordnete am folgenden Tag an, dass alle Eltern, die ihre Kinder nicht innerhalb von acht Tagen taufen ließen, „die Stadt mit Weib, Kind und seinem Gut verlassen müssten“. Drei Tage später, am 21. Januar, verhängte der Rat gegen Manz und Grebel ein Lehr- und Predigtverbot und verurteilte die auswärtigen Gesinnungsgenossen, Zürich innerhalb von acht Tagen zu verlassen. Noch am Abend desselben Tages wurde vermutlich im Haus der Mutter von Felix Manz an Georg Blaurock die erste Gläubigentaufe vollzogen. Nach einer kurzen aber intensiven Zeit als Sendbote der Täuferbewegung und einer Reihe von Gefängnisaufenthalten wurde Felix Manz endgültig verhaftet und in einem Schnellverfahren zum Tode durch Ertränken verurteilt. Dieses Todesurteil wurde am 5. Januar 1527 vollzogen. Manz gilt als einer der ersten Märtyrer der Täuferbewegung. Neben der Protestation sind noch einige Lieder von ihm erhalten.

## Zum Inhalt
Als ersten Grund für seine Protestation nennt Manz die beiden gescheiterten Dienstaggespräche, die mit Zwingli und anderen Zürcher Pfarrern im Beisein von Ratsmitgliedern stattgefunden haben. Zentrales Thema dieser Unterredungen sei die Frage gewesen, ob die Kindertaufe biblisch zu begründen ist. Er selbst sei ein Gegner der Kindertaufe. Unbegreiflich sei für ihn, dass ihm (wahrscheinlich eine Anspielung auf Zwinglis Eingabe an den Rat) wegen dieser theologischen Position der Vorwurf gemacht wird, Aufruhr zu stiften. Manz weist diesen Vorwurf strikt zurück und erklärt, dass durch ihn vertretene Taufauffassung keine Gefahr für die öffentlich Ordnung entstehe und der Rat deshalb nicht eingreifen müsse. Auch solle der Rat sich hüten, in diesem Zusammenhang Blut zu vergießen und aus dem Fall des unschuldig in Luzern hingerichteten Klaus Hottinger seine Lehren ziehen. Mit diesem Schreiben, so Manz, wolle er vor allem rechenschafft geben und die ursach meins glaubens den Ratsherren gegenüber verdeutlichen.

### Das Scheitern der sogenannten Dienstagsgespräche
Manz setzt nochmals beim Scheitern der Dienstagsgespräche ein und erhebt gegenüber den Zürcher Pfarrherrn den Vorwurf, sie hätten bei den Unterredungen ihre Position nicht mit Bibel begründet: Sy haben wol ir meinung herfürbracht, doch nicht mit geschrifften gegründt. Auch sei ihnen, den Gegnern der Kindertaufe, nicht genügend Zeit eingeräumt worden, ihre Auffassungen darzustellen.

### Tauffrage
Im Hauptteil der Protestation geht es um die biblische Begründung der Gläubigentaufe. Manz beginnt mit einem Hinweis auf die von Johannes dem Täufer praktizierte Taufe, die eine Sinnesänderung der Täuflinge vorausgesetzt habe. Es folgen ausführliche Betrachtungen des sogenannten Missions- und Taufbefehls Jesu und der in der Apostelgeschichte überlieferten Taufberichte sowie weiterer neutestamentlicher Textstellen. Aus diesen Abschnitten, so Manz, habe er unter anderem gelernt, dass die Apostel niemanden getauft haben als allein diejenigen, denen Christus vorher verkündigt worden war und die die Taufe begehrten. Die Kindertaufe sei "wider Gott", eine "Schmähung Christi" und "ein unter die Füße Treten seines einzigen, wahren, ewigen Wortes". Eine genauere Analyse der Manschen Argumentation zeigt deutliche Parallelen zur Tauflehre Karlstadts wie sie besonders in seinem Dialogus von dem Missbrauch des Sakraments Jesu Christi (1524) entfaltet worden ist. Allerdings legt Manz hier keine positive Darstellung seiner Taufauffassung vor, sondern formuliert seinen Standpunkt vor dem Hintergrund der Dienstaggespräche und von daher in der Auseinandersetzung mit Zwingli.